# مارکوس کروز
مارکوس کروز (انگلیسی: Markus Kreuz؛ زادهٔ ۲۹ آوریل ۱۹۷۷) بازیکن فوتبال اهل آلمان است.
از باشگاه‌هایی که در آن بازی کرده‌است می‌توان به باشگاه فوتبال اف‌اس‌وی فرانکفورت، باشگاه فوتبال کلن، باشگاه فوتبال هانوفر ۹۶، باشگاه فوتبال ولفسبرگر، باشگاه فوتبال کایزرسلاوترن، باشگاه فوتبال ماینتس ۰۵، باشگاه فوتبال قوت-وایس ارفورت، باشگاه فوتبال کیکرز اوفنباخ، باشگاه فوتبال آینتراخت فرانکفورت، و باشگاه فوتبال رئال مورسیا اشاره کرد.
وی همچنین در تیم‌های ملی فوتبال زیر ۲۱ سال آلمان، زیر ۲۳ سال آلمان، و Germany national football B team بازی کرده‌است.